# Okrug Bratislava II
Bratislava II je okrug u slovačkom glavnom gradu Bratislavi. Ovaj okrug obuhvaća gradske četvrti Podunajské Biskupice, Ružinov i Vrakuňa.
Na zapadu i sjeveru graniči s bratislavskim okruzima Bratislava I, Bratislava III i Bratislava V, dok na istoku i jugu graniči s okrugom Senec.
Sve do 1918. područje okruga bilo je dio ugarske Požunske županije u tadašnjoj Austro-Ugarskoj.

## Stanovništvo
| Godina:     | 1993.   | 2003.   | 2013.   | 2023.    |
| ----------- | ------- | ------- | ------- | -------- |
| Broj ljudi: | 112 672 | 108 056 | 111 051 | 125 980  |
| Razlika:    |         | -4,09 % | +2,77 % | +13,44 % |

| Godina:     | 2022.   | 2023.   |
| ----------- | ------- | ------- |
| Broj ljudi: | 125 613 | 125 980 |
| Razlika:    |         | +0,29 % |